# 温海事件
温海事件（あつみじけん）とは、朝鮮民主主義人民共和国によるスパイ事件。1973年（昭和48年）8月5日、山形県警察摘発（検挙）。山形県下の海岸から不法入国した北朝鮮工作員2名が、在日米軍や自衛隊に関する情報を収集しようとしていた事件。

## 概要
工作員の崔光成（当時45歳）と金興錫（当時33歳）は、1973年（昭和48年）8月3日、乱数表、暗号文書、工作資金、磁石付羅針盤などを携行して、北朝鮮から日本海に面した山形県鶴岡市の葉山海岸に密入国した。
2日後の8月5日、山形県警察は西田川郡温海町（現、鶴岡市）の早田海岸付近の国道7号を歩行していた両名を逮捕し、現場付近の岩場に隠していたゴムボートを押収した。ゴムボートには、日本製メーク入りの作業衣、ピースの空き缶、日本製マッチ、ホワイト・アンド・ホワイトの歯磨き粉、日本製常備薬が発見された。2人は、定着すべき場所に向けて移動している最中であった。崔光成と金興錫は、北朝鮮の遠洋運搬船「東海1号」の船員であると名乗り、暴風雨と操船ミスによって船が沈没し、ゴムボートで日本の海岸に漂着したものであると主張して自分たちが北朝鮮工作員であることを否認した。また、朝鮮赤十字会も「8月3日、新潟県佐渡島沖の海域で遠洋連絡船が遭難し、3人が行方不明となったので救援を依頼する」との電報を発し、遭難を偽装しようとした。
山形地方裁判所鶴岡支部は、暗号表に「自衛隊」「米軍」「基地」「工作員」など諜報活動を示す文言が多数含まれること、また、天候や海流の関係からみて、仮に遭難したとしても山形県下の海岸に漂着する可能性がないことを以て、被疑者両名の主張を退けた。崔光成と金興錫はそれぞれ、山形地方裁判所鶴岡支部法廷において、出入国管理令違反で懲役1年、執行猶予3年の判決を受けた。
崔と金の弁護士から「ゴムボート、無線機、乱数表、工作資金」の証拠品の押収手続きが違法で無効と主張され返還すべきだと主張された。警察側が「刑事事件における第三者所有物の没収手続に関する応急措置法」に基づく公告の手続きを行わなかったためであった。裁判所は、これらの押収物は「金日成閣下の持ちもの」として、崔と金に返還するよう命じた。2人は同年、帰還船で北朝鮮に帰国した。